# Dolidze 25
Dolidze 25 – młoda gromada otwarta znajdująca się w gwiazdozbiorze Jednorożca. Została skatalogowana w katalogu Dolidze jako Dolidze 25.
Gromada Dolidze 25 znajduje się głęboko wewnątrz obszaru Sharpless 2-284. Wiatry i ogromne ilości promieniowania pochodzące od tej gromady rzeźbią kształt Sh 2-284, tworząc bąbel oczyszczony z gazu. Dolidze 25 i Sharpless 2-284 znajdują się w odległości około 18 tys. lat świetlnych, na końcu zewnętrznego ramienia spiralnego Drogi Mlecznej.